# ضرار (اسم)
ضرار هو اسم علم مذكر من أصل عربي، ومعناه هو الضرر الإضرار المخالفة، وضرار على وزن فعال من الضر، والضرر فعل الواحد والدرار فعل الاثنين والضرر ابتداء الفعل في حين أن الضرار جزاء عليه ولهذا نزل قوله تعالى: ﴿و الذين اتخذوا مسجدًا ضرارًا وكفرًا﴾ [ التوبة من الآية 107] في الذين بنو المسجد ليجتمعوا فيه ويطعنوا على الإسلام فحرقه النبي ﷺ بالنار.

## شخصيات تحمل الاسم
- ضرار
- ضرار أبو سيسي (مهندس فلسطيني، 1969 – )
- ضرار بن الأزور ( – القرن 7)
- ضرار بن الخطاب
- ضرار بن عمرو (728 – 815)

## وصلات خارجية
- موسوعة السلطان قابوس لأسماء العرب نسخة محفوظة 5 أبريل 2019 على موقع واي باك مشين.